# Кітаґуті Харука
Харука Кітаґуті (16 березня 1998 , Асахікава, Префектура Хоккайдо ) — японська легкоатлетка, що спеціалізується на метанні списа.

## Кар'єра
| Рік                | Змагання                      | Місце проведення   | Місце              | Дисципліна         | Результат          | Примітки           |
| Представник Японія | Представник Японія            | Представник Японія | Представник Японія | Представник Японія | Представник Японія | Представник Японія |
| ------------------ | ----------------------------- | ------------------ | ------------------ | ------------------ | ------------------ | ------------------ |
| 2015               | Чемпіонат світу серед юнаків  | Калі, Колумбія     | 1                  | метання списа      | 60.35 м            |                    |
| 2016               | Чемпіонат світу серед юніорів | Бидгощ, Польща     | 8                  | метання списа      | 52.15 м            |                    |
| 2017               | Універсіада                   | Тайбей, Тайвань    | 10                 | метання списа      | 56.30 м            |                    |
| 2019               | Універсіада                   | Неаполь, Італія    | 2                  | метання списа      | 60.15 м            |                    |
| 2019               | Чемпіонат світу               | Доха, Катар        | 13 (кв.)           | метання списа      | 60.84 м            |                    |
| 2021               | Олімпійські ігри              | Токіо, Японія      | 12                 | метання списа      | 55.42 м            | SB                 |
| 2022               | Чемпіонат світу               | Юджин, США         | 3                  | метання списа      | 63.27 м            |                    |